# جوناثان أكوستا
جوناثان أكوستا (بالإسبانية: Jonathan Acosta)‏ (11 أكتوبر 1988 في الأرجنتين - ) هو لاعب كرة قدم أرجنتيني في مركز الوسط.

## وصلات خارجية
- جوناثان أكوستا على موقع قاعدة بيانات كرة القدم.إي يو (الإنجليزية)
- جوناثان أكوستا على موقع Soccerway.com (الإنجليزية)